# 斯波寛元
斯波 寛元（しば ひろもと /- とおもと、生没年不詳）は、室町時代後期から戦国時代初期の武将。通称は弥三郎。官は中務少輔。
父は武衛家10代当主・斯波義敏。兄に尾張守護・義寛、兄弟に義雄、義延。兄・義寛の部将として兄弟の義雄と共に各地を転戦する。没年は不詳であるが『武衛系図』では越前国坂北郡（現・坂井郡）で討死したと伝わる。